# Tombola
Een tombola is een soort loterij, waarbij altijd wordt uitgekeerd. Tombola is de Italiaanse naam voor de rieten mand die bij de Italiaanse variant van het spel gebruikt wordt om de loten uit te trekken.
Vaak gaat het niet om geldbedragen, maar om prijzen in natura. De spanning bevindt zich in het feit dat alle waardevolle en minder waardevolle prijzen naast of door elkaar staan uitgestald. 
De loterijnummers kunnen vooraf aan de prijzen zijn toegekend, zodat van tevoren bekend is welk nummer correspondeert met welke prijs. De prijs kan dan direct na het kopen van het lot worden geïncasseerd.
Een andere variant is dat wanneer alle loten zijn verkocht de prijzen een voor een worden verloot door per prijs een nummer uit de tombola te trekken dat correspondeert met het nummer op een van de verkochte loten.
Tombola's worden vaak georganiseerd door liefdadigheidsinstellingen om geld voor een goed doel in te zamelen. De prijzen zijn dan meestal gratis (door sponsoren) ter beschikking gesteld.
Bedrijven hanteren het tombola-principe vaak om de kerstgeschenken te verdelen onder het personeel.
Tombola is ook een werkwoord in het Lingala met als betekenis optillen, trekken of ophijsen; een lot van de tombola wordt ook 'getrokken'. 